# Kristine Arras
Kristine Arras (Lier, 15 oktober 1948) is een Vlaamse muzikante en actrice. Ze verwierf haar bekendheid in 2003 tot 2005 en 2006 tot 2007 aan de televisierol in Thuis waar ze Mathilde Reimers vertolkte. 

## Carrière

### Televisie
Arras speelde gastrollen in Het Park (Marie-Jeanne), Lili en Marleen (Boerin), De Kotmadam (Gonda), Hallo België (Mevrouw Stroobants), De Zaak Alzheimer (Huishoudster van de Baron), Witse (Jenny Bosteels), Zone Stad (Buurvrouw), Spoed (Idool van dokter Driessen), Aspe (Irène) en Samson en Gert (Mevrouw Trezebees). Op de planken vertolkte ze eind 2007 en eind 2008 de rol van Polien Pap, de bazin van "Het Zeemeerminneke", in De Ster, een musical gebaseerd op het toneelstuk Waar de ster bleef stillestaan uit 1924, dat geschreven werd door Felix Timmermans.
In 2010 had ze sinds lang nog eens een rol op televisie. Ze speelde Yvette in één episode van de dramedy Goesting. In 2012 speelde ze een gastrol in Danni Lowinski

### Theater
Naast haar televisiewerk staat ze al jarenlang op de planken in het theater, niet alleen als actrice maar ook als muzikante bij het Nationaal Orkest van België. Ze geeft ook les, een cursus woord in het Herman Teirlinckinstituut en pianoles aan de academie in Lier.